# Los Masetos
 Los Masetos  fue un grupo narcoparamilitar, inicialmente financiadas por los narcotraficantes Gonzalo Rodríguez Gacha, alias ‘El mexicano’ y Leonidas Vargas alias 'El Viejo', para colaborar con miembros de la Fuerza Pública (Fuerzas Militares y Policía Nacional) para combatir a las guerrillas Fuerzas Armadas Revolucionarias de Colombia - Ejército del Pueblo (FARC-EP) y a los militantes de los partidos de izquierda como la Unión Patriótica y oposición al paramilitarismo.

## Denominación
Este término referente a los miembros de un sin embargo, la palabra “maseto” se popularizó para referirse a cualquier miembro de un grupo paramilitar durante los 1980s y 1990s. El origen de la palabra masetos tiene que ver con la conformación del grupo Muerte a Secuestradores, que si bien fue disuelto meses después, varias organizaciones usaron este mote para delinquir o llamar de manera genérica al movimiento paramilitar.

## Historia
El nombre de Los masetos deriva del grupo paramilitar Muerte a Secuestradores, grupo creado por el Cartel de Medellín luego del secuestro de Marta Nieves Ochoa, hermana de los capos Ochoa Vásquez. A pesar de desaparecer el MAS, varias organizaciones fueron llamadas genericamente como "masetos"  inicialmente en la región de Uraba, el Magdalena Medio y los llanos orientales cometiendo asesinatos, torturas, desplazamientos forzados y masacres alrededor de Colombia desde finales de los ochenta hasta finales de los noventa.

## Masacres
Era una de las maneras más conocidas de infundir miedo y "ajusticiar" personas que supuestamente colaboraban con las guerrillas, algunas de sus masacres fueron:
- En septiembre de 1987 paramilitares asesinaron a 7 campesinos, en el corregimiento El Porvenir de Puerto Gaitán (Meta). Eran ex-colonos de la región.[11]
- El 24 de enero de 1988, en San José del Guaviare (Guaviare), paramilitares asesinaron 4 personas incluido José Yesid Reyes González, alcalde del municipio y militante de la Unión Patriótica.[12][13]
- El 27 de mayo de 1988, es asesinado en el restaurante Ringo Rango, en el centro de Villavicencio, el diputado de la Asamblea del Meta Carlos Kovacs Baptiste (perteneciente a Unión Patriótica) junto a  Néstor Henry Rojas, excandidato a la Alcaldía de Puerto Gaitán, Marta Sánchez, ex personera de Vistahermosa y su escolta José Antonio Riveros. Antes de la masacre, sujetos armados abdujeron a un vigilante de la sede de la en Villavicencio, desconociéndose su paradero hasta la actualidad.[1][14]
- El 7 de abril de 1989, un grupo de paramilitares retuvo y asesinó a cuatro campesinos en el municipio de Puerto López, Meta, cerca de la finca San Pablo.[15]
- El 18 de abril de 1989, un grupo de paramilitares retuvo y asesinó a 4 campesinos en el municipio de Puerto López (Meta).[16]
- En 1990, un grupo de paramilitares llegó al corregimiento El Capricho de San José del Guaviare(Guaviare), y asesinó a 13 personas.[17]
- El 7 de febrero de 1991, un grupo de paramilitares irrumpieron al municipio de Puerto Asís, (Putumayo), y asesinaron a once personas.[18][19]
- Para el 10 de abril de 1991, paramilitares atacaron a un grupo de militantes de Unión Patriótica en la finca Altamira, de la vereda el Madroño de Vistahermosa (Meta).[20]
- Nueve días después, sicarios atacaron una en la finca El Delirio en la vereda del municipio de Trinidad, Casanare.[21]
- El 14 de septiembre de 1991 un grupo de masetos interceptaron y atacaron a tiros un vehículo donde se transportaba Carlos Julián Vélez, del partido Unión Patriótica, fue asesinado a su esposa Norma Garzón, un hijo y un hermano, esto mientras en el municipio de Mesetas, mientras se dirigian a Villavicencio.[22][23][24] Cuatro días después en la finca La Esperanza en la vereda El Limón, Departamento de Meta, un grupo de paras atacó y asesino a 5 campesinos.[25]
- Para el 3 de julio de 1992, en Florencia (Caquetá), cuando sicarios dispararon a un grupo de campesinos, matando a siete campesino e hiriendo a una persona más.[26][27]
- El 20 de diciembre de 1992, los Masetos irrumpieron en la vereda Caño Embarrado de El Castillo (Meta) buscando entre la población a tres campesinos junto  a una víctima que traían con signos de tortura. Los paramilitares asesinaron a tiros a los 4 hombres, miembros de Unión Patriótica.[28][29] En mayo del 2016 cuando el sargento del Ejército Nacional José Guarnizo Ovalle (quien fue secuestrado y liberado por las FARC-EP en 2003[30][31]), fue declarado culpable por tener responsabilidad en la muerte de  del asesinato de los 4 campesinos.[32][33]

### Masacre de La Rochela
Fue ejecutada en 1989, contra una comisión judicial por Los Masetos, bajo el mando de alias Vladimir y con complicidad de la Fuerza Pública.  También los masetos serían responsables del desplazamiento forzado de civiles en San Vicente de Chucurí (Santander).

### Masacre de La Cabuya en Arauca
Entre el 19 del 20 de noviembre de 1998, miembros de Los Masetos se tomaron la Vereda La Cabuya, en Tame (Arauca), asesinando a 5 civiles en la cabecera municipal (entre los fallecidos una mujer embarazada), los sobrevivientes señalaron a miembros del Ejército Nacional como sus colaboradores. Las víctimas fueron señaladas de ser presuntos guerrilleros. Esta masacre ocasiono el desplazamiento el de 34 familias. Por el hecho se produjeron seis condenas contra miembros del Ejército Nacional, entre ellas una contra el Teniente Coronel Orlando Pulido, sentenciado a 30 años prisión, el teniente Sandro Quintero contra quien se decretó 38 años de cárcel y la del suboficial Pedro José Barrera Cipagauta condenado a 15 años de prisión. Quintero y Barrera Copagauta estaban adscritos al Batallón de Contra-Guerrilla No. 25 Héroes de Paya. El 16 de diciembre del 2021, el Consejo de Estado condenó a la Fiscalía General de la Nación pagar una indemnización de 336 millones de pesos al capitán Carlos Martínez de la Ossa, acusado de ser partícipe de la masacre, pero se demostró que no fue partícipe de la masacre.

## Disolución
Los miembros de Los Masetos siguieron hasta que a mediados del 2000, años en los que se unen al  Bloque Vencedores de Arauca de las Autodefensas Unidas de Colombia.